# Округ Ворт (Ајова)
Ворт (енгл. Worth County) је округ у америчкој савезној држави Ајова.

## Демографија
По попису из 2010. године број становника је 7.598, што је 311 (-3,9%) становника мање 2000. године.
| Група             | 2000.         | 2010.         |
| Белци             | 7.693 (97,3%) | 7.335 (96,5%) |
| Афроамериканци    | 22 (0,3%)     | 27 (0,4%)     |
| Азијати           | 11 (0,1%)     | 24 (0,3%)     |
| Хиспаноамериканци | 124 (1,6%)    | 147 (1,9%)    |
| Укупно            | 7.909         | 7.598         |